# Wilma Labate
Wilma Labate (Roma, 4 de diciembre de 1949) es una directora de cine y guionista italiana. Aunque ha realizado largometrajes de ficción, durante su carrera se ha especializado principalmente en documentales sobre derechos humanos.

## Biografía
Nacida en Roma, Labate comenzó su carrera como directora de televisión, y en la década de 1980 empezó a trabajar en el campo del cine documental.
Debutó en los largometrajes en 1992 con Ambrogio, por la que fue nominada como mejor directora novel en los premios Nastri d'Argento de 1994. En 1996, su filme La mia generazione ganó el premio Grolla d'oro como mejor película y fue la candidata italiana en la carrera por el Óscar de 1997 a la mejor película extranjera. Su largometraje de 2007 Signorina Effe se estrenó en el Festival de Cine de Turín ese mismo año.
Labate también es autora y en 2005, junto con Fausto Bertinotti, escribió el libro autobiográfico Il ragazzo con la maglietta a stripe. Su más reciente película se titula La ragazza ha volato. El filme hizo parte de la 78 edición del Festival de Cine de Venecia.

## Filmografía
- 2021 - La ragazza ha volato
- 2018 - Arrivederci Saigon (documental)
- 2017 - Raccontare Venezia (documental)
- 2014 - Qualcosa di noi (documental)
- 2012 - Monicelli: La versione di Mario (documental)
- 2008 - All Human Rights for All
- 2007 - Signorina Effe
- 2003 - Maledetta mia (documental)
- 2003 - Lettere dalla Palestina (documental)
- 2002 - L'Italia protesta, l'Italia si ferma (documental)
- 2001 - Un altro mondo è possibile (documental)
- 2001 - Genova: Per noi (documental)
- 2001 - Domenica
- 1996 - La mia generazione
- 1995 - Roma dodici novembre 1994 (documental)
- 1992 - Ambrogio
- 1990 - Ciro il piccolo (documental)